# Noorderdiep 115 (Nieuw-Buinen)
De boerderij aan het Noorderdiep 115 is een monumentaal pand in de Drentse plaats Nieuw-Buinen.

## Beschrijving
De kapitale boerderij, indertijd van de familie Oosterwijk, werd omstreeks 1890 gebouwd met als voorbeeld de ruim tien jaar eerder gebouwde villa Flora aan het Zuiderdiep, eveneens in Nieuw-Buinen. De boerderij werd gebouwd in een eclectische bouwstijl, waarbij de gebruikte ornamenten een oriëntaalse stijl weergeven. De boerderij is van het zogenaamde krimpentype, waarbij het achtergedeelte (de stallen en schuren) breder zijn dan het voorhuis. Deze boerderij bezit meerdere krimpen. Het pand ligt hoger dan het voorterrein, een stenen trap leidt naar de rechterzijde van de boerderij, waar de entree van het woonhuis zich bevindt.
De voorgevel aan de zijde van het Noorderdiep is symmetrisch vormgegeven. Het middengedeelte is hoger dan de beide vleugels. In het midden bevinden zich op elk van de drie verdiepingen een blindnis. Het middengedeelte van de voorgevel wordt van de vleugels gescheiden door wit gepleisterde pilasters. Op de eerste verdieping is een balkon, dat zich uitstrekt over het gehele middengedeelte tot aan beide pilasters. Het balkon heeft een gietijzeren balustrade binnen een gepleisterde rand met op de hoeken siervazen. Opvallende decoratieve elementen zijn de wit gepleisterde van geometrische ornamenten voorziene randen boven de vensters en de gepleisterde bekroningen van de verschillende geveldelen.
De boerderij is erkend als een rijksmonument vanwege onder meer de beeldbepalende ligging, de kwaliteit van het ontwerp en als voorbeeld van de agrarische ontwikkeling in het veenkoloniale gebied rond 1900.